# Vredesoperatie
Een vredesoperatie of vredesmissie is een leger- en/of diplomatieke missie die bedoeld is om de vrede te herstellen en te behouden in gebieden waar zich een gewapend conflict afspeelt. Dit soort operaties wordt vaak door de Verenigde Naties georganiseerd, maar ook andere internationale organisaties, zoals het GOS, de ECOWAS en de OCSE, organiseren zulke vredesoperaties. Verder opereren individuele of enkele samenwerkende landen soms onder het mom van 'vredesoperatie'.

## Vredesoperaties van de Verenigde Naties
Initiatieven voor VN-vredesoperaties verschillen van kleine, diplomatieke of politieke delegaties tot grote mobilisaties van vredestroepen. Van 1948 tot 2003, waren er 56 VN-vredesmissies, 13 missies waren nog actief op het einde van 2003. 130 landen hebben in deze periode vredestroepen geleverd, waarvan 89 ook nog in 2003. Canada en Fiji hebben vrijwel van elke vredesmacht deel uitgemaakt. Het is de VN Veiligheidsraad die besluit om een vredesoperatie uit te voeren.
Indien actief onder verantwoordelijkheid van de Verenigde Naties dragen burger-waarnemers witte kledij met daarop duidelijk de afkorting "UN", van United Nations, in het zwart. Militairen van een VN-vredesmacht dragen hun nationale uniform, maar het hoofddeksel heeft de lichtblauwe kleur van de VN-vlag, met daarop een VN-insigne of de afkorting "UN" in het wit. Men spreekt dan ook wel van blauwmutsen of blauwhelmen. De burger- en militaire voertuigen zijn helwit met daarop duidelijk leesbaar de afkorting "UN" in het zwart. Vaak is er op de voertuigen ook een VN-vlag bevestigd.

## Andere vredesoperaties
Vredesoperaties worden ook uitgevoerd door internationale organisaties. Zo waren onder de paraplu van het Gemenebest van Onafhankelijke Staten (GOS) Russische vredestroepen gelegerd in Abchazië, heeft de Economische Gemeenschap van West-Afrikaanse Staten (ECOWAS) een kleine vredesmacht naar Liberia gestuurd en heeft de Organisatie voor Veiligheid en Samenwerking in Europa (OCSE) een vredesmacht geleverd voor het conflict in Nagorno-Karabach.
De Afrikaanse Unie heeft ongeveer 300 personen in Darfoer om toezicht te houden op het conflict in Darfoer.
Daarnaast sturen landen ook op eigen initiatief legers onder de noemer van vredesmacht naar conflicthaarden, meestal op uitnodiging van het land waar het conflict zich afspeelt.

## Belgische deelname aan vredesmissies
| Land   | Missie | Periode   | Aantal militairen | Aantal doden | Omschrijving                              |
| ------ | ------ | --------- | ----------------- | ------------ | ----------------------------------------- |
| Rwanda | UNAMIR | 1993-1994 | 400               | 10           | Toezicht op naleving van Arusha-akkoorden |

## Nederlandse deelname aan vredesmissies
Volgens het instellingsbesluit Herinneringsmedaille Vredesoperaties, artikel 1, lid b is een vredesoperatie: "inzet of ter beschikking stellen van de krijgsmacht als bedoeld in artikel 100, eerste lid, van de Grondwet, ter handhaving of bevordering van de vrede".
| Land                                      | Missie                | Periode             | Aantal militairen                                     | Aantal doden | Omschrijving                                                                            |
| ----------------------------------------- | --------------------- | ------------------- | ----------------------------------------------------- | ------------ | --------------------------------------------------------------------------------------- |
| Albanië                                   |                       | 1913-1914           | 17                                                    | 1            | Een gendarmerie opzetten, trainen en enige tijd leiden.                                 |
| Saarland                                  | Volkenbond            | 1934-1935           | 217                                                   | 0            | Mariniers voor beveiliging volksstemming Saarland 13 januari 1935                       |
| Griekenland                               | UNSCOB                | 1947-1951           | 1                                                     |              | Nederland stuurde een militaire waarnemer                                               |
| Korea                                     | NDVN                  | 1950-1955           | 5314                                                  | 125          | Vredesafdwinging in de Korea-oorlog                                                     |
| Israël, Egypte                            | UNTSO                 | 1956-heden          | 663                                                   |              | Truce Supervision Organisation                                                          |
| Israël, Egypte                            | UNEF I                | 1956                | 1                                                     |              | Vredesmacht als buffer bij de Suezcrisis                                                |
| Libanon                                   | UNOGIL                | 1958                | 17                                                    | 0            |                                                                                         |
| Congo                                     | UNOC                  | 1960-1963           | 19                                                    | 1            |                                                                                         |
| Jemen                                     | UNYOM                 | 1963-1964           | 10                                                    | 0            |                                                                                         |
| Pakistan                                  | UNIPOM                | 1965-1966           | 6                                                     | 0            | controleren op bestand (staakt-het-vuren)                                               |
| Libanon                                   | UNIFIL                | 1979-1985           | 9084                                                  | 9            | vredeshandhaving in het zuiden van Libanon                                              |
| Sinaï                                     | MFO                   | 1982-1995           | 2622                                                  | 1            | waarneming en vredeshandhaving                                                          |
| Angola                                    | UNAVEM II             | 1991-1995           | 116                                                   |              |                                                                                         |
| Angola                                    | UNAVEM III            | 1995-1997           | 117                                                   | 1            |                                                                                         |
| Angola                                    | CMATS                 | 1995-1999           | 32                                                    |              | Hulp bij opruiming van mijnen                                                           |
| Voormalig Joegoslavië                     | ECMM                  | 1991-2007           | 518                                                   | 0            |                                                                                         |
| Voormalig Joegoslavië (Bosnië en Kroatië) | UNPROFOR              | 1992-1995           | 9753                                                  | 7            | vredeshandhaving                                                                        |
| Cambodja                                  | UNAMIC UNTAC CMAC     | 1992-1993           | 2616                                                  | 2            | Opruimen van mijnen en vredeshandhaving                                                 |
| Cambodja                                  | CMAC                  | 1993-1999           | ?                                                     | 0            |                                                                                         |
| Haïti                                     | UNMIH                 | 1993-1996           | ca. 1000                                              | 0            | vredeshandhaving                                                                        |
| Georgië                                   | CVSE/OVSE Georgië     | 1994-1996           |                                                       | 0            | Georgische autoriteiten ondersteunen                                                    |
| Italië                                    | EUCE ?                | 1995                | 1                                                     | 0            |                                                                                         |
| Voormalig Joegoslavië (Bosnië, Kroatië)   | IFOR                  | 1995-1996           | 5074                                                  | 0            | Implementation Force Joegoslavië                                                        |
| Voormalig Joegoslavië (Bosnië, Kroatië)   | SFOR                  | 1996-2004           | 22660                                                 | 8            | Stabilisation Force                                                                     |
| Israel / Syrie                            | UNDOF                 | 1995/1996 2013-2023 | 29                                                    | 0            | Disengagement Observer Force                                                            |
| Albanië                                   | MAPE / ECPA           | 1997-2001           | 54                                                    | 0            | Militaire politie                                                                       |
| Cyprus                                    | UNFICYP CIVPOL        | 1998-heden          | 600                                                   | 0            | Toezicht houden op het bestand dat in 1974 tussen Griekenland en Turkije is afgekondigd |
| Kosovo                                    | UNMIK                 | 1999-2000           |                                                       | 0            |                                                                                         |
| Kosovo                                    | KFOR                  | 1999-2000           | 5140                                                  | 1            | vredesafdwinging en vredeshandhaving                                                    |
| Albanië                                   | AFOR                  | 1999                | 550                                                   | 0            | Operatie Allied Harbour Albania                                                         |
| Ethiopië, Eritrea, Djibouti               | UNMEE                 | 2000-2001           | 1380                                                  | 1            | vredeshandhaving                                                                        |
| Macedonië                                 | TTF Essential Harvest | 2001-2002           | 550                                                   | 0            | Ontwapening, beveiliging verkiezingswaarnemers                                          |
| Bosnië                                    | EUPM                  | 2003-heden          | 460 politiefunctionarissen 55 civiele functionarissen | 0            | European Police Mission                                                                 |
| Liberia                                   | UNMIL                 | 2003-2004           | 270                                                   | 0            | vredeshandhaving                                                                        |
| Congo                                     | Operation Artemis     | 2003                | 2                                                     | 0            |                                                                                         |
| Macedonië                                 | EUFOR Concordia       | 2003-einde          |                                                       | 0            |                                                                                         |
| Macedonië                                 | EUPOL Proxima         | 2003                |                                                       | 0            |                                                                                         |
| Burundi                                   | UNAMIS                | 2004                | 1                                                     | 0            |                                                                                         |
| Jordanië                                  | UNHAS                 | 2004                |                                                       | 0            |                                                                                         |
| Bosnië                                    | EUFOR Althea          | 2004-heden          |                                                       | 0            |                                                                                         |
| Soedan                                    | UNAMIS                | 2004-2005           | 1                                                     | 0            |                                                                                         |
| Soedan                                    | UNMIS                 | 2005-heden          | 30                                                    | 0            |                                                                                         |
| Macedonië                                 | EUPAT                 | 2005-einde          |                                                       | 0            |                                                                                         |
| Bosnië                                    | EUFOR IPU             | 2005-heden          |                                                       | 0            | Politie-eenheid                                                                         |
| Indonesië                                 | AMM                   | 2005-2006           | 15                                                    | 0            |                                                                                         |
| Congo                                     | EUPOL                 | 2005-2006           | 2                                                     | 0            |                                                                                         |
| Congo                                     | EUSEC                 | 2005-heden          | 3                                                     | 0            |                                                                                         |
| Congo                                     | MONUC                 | 2005-2007           |                                                       | 0            |                                                                                         |
| Congo                                     | EUFOR                 | 2006                |                                                       | 0            |                                                                                         |
| Egypte/Gaza                               | EUBAM                 | 2006-heden          | 3                                                     | 0            |                                                                                         |
| Libanon                                   | UNIFIL                | 2006-2008           | 718                                                   | 0            | 4 schepen                                                                               |
| Mali                                      | MINUSMA               | 2013-2023           |                                                       | 2            | MINUSMA-HQ Bamako                                                                       |

## Overzicht

### VN-vredesoperaties
- 1948 UNTSO (UN Truce Supervision Organization) - Midden-Oosten - Actief
- 1949 UNMOGIP (UN Military Observer Group in India and Pakistan) - Kasjmir (India/Pakistan) - Actief
- 1956 UNEF I (UN Emergency Force I) - Sinaï (Egypte) - Tot juni 1967 - Eerste gewapende vredesmacht
- 1958 UNOGIL (UN Observation Group in Lebanon) - Libanon - Tot december 1958
- 1960 ONUC (UN Operation in the Congo) - Democratische Republiek Congo - Tot juni 1964
- 1962 UNSF (UN Security Force in West New Guinea) - Nieuw-Guinea (Indonesië) - Tot april 1963
- 1963 UNYOM (UN Yemen Observation Mission) - Jemen - Tot september 1964
- 1964 UNFICYP (UN Peacekeeping Force in Cyprus) - Cyprus - Actief
- 1965 DOMREP (Mission of the Representative of the Secretary-General in the Dominican Republic) - Dominicaanse Republiek - Tot oktober 1966
- 1965 UNIPOM (UN India-Pakistan Observation Mission) - Kasjmir (India/Pakistan) - Tot maart 1966
- 1973 UNEF II (UN Emergency Force II) - Sinaï (Egypte) - Tot juli 1979
- 1974 UNDOF (UN Disengagement Observer Force) - Golanhoogten (Syrië) - Actief
- 1978 UNIFIL (UN Interim Force in Lebanon) - Libanon - Actief
- 1988 UNGOMAP (UN Good Offices Mission in Afghanistan and Pakistan) - Afghanistan/Pakistan - Tot maart 1990
- 1988 UNIIMOG (UN Iran-Iraq Military Observer Group) - Iran/Irak - Tot februari 1991
- 1989 UNAVEM I (UN Angola Verification Mission I) - Angola - Tot juni 1991
- 1989 UNTAG (UN Transition Assistance Group) - Namibië - Tot maart 1990
- 1989 ONUCA (UN Observer Group in Central America) - Nicaragua - Tot januari 1992
- 1991 UNIKOM (Iraq-Kuwait Observation Mission) - Koeweit/Irak - Tot in 2003
- 1991 UNAVEM II (UN Angola Verification Mission II) - Angola - Tot februari 1995
- 1991 ONUSAL (UN Observer Mission in El Salvador) - El Salvador - Tot april 1995
- 1991 MINURSO (UN Mission for the Referendum in Western Sahara) - Westelijke Sahara - Actief
- 1991 UNAMIC (UN Advance Mission in Cambodia) - Cambodja - Tot maart 1992
- 1992 UNPROFOR (UN Protection Force) - Kroatië/Bosnië en Herzegovina/Macedonië - Tot maart 1995
- 1992 UNTAC (UN Transitional Authority in Cambodia)- Cambodja - Tot september 1993
- 1992 UNOSOM I/UNITAF (UN Operation in Somalia I/Unified Task Force) - Somalië - Tot maart 1993
- 1992 ONUMOZ (UN Operation in Mozambique) - Mozambique - Tot december 1994
- 1993 UNOSOM II (UN Operation in Somalia II) - Somalië - Tot maart 1995
- 1993 UNOMUR (UN Observer Mission Uganda-Rwanda) - Rwanda/Oeganda - Tot september 1994
- 1993 UNOMIG (UN Observer Mission in Georgia) - Abchazië (Georgië) - Tot juli 2009
- 1993 UNOMIL (UN Observer Mission in Liberia) - Liberia - Tot september 1997
- 1993 UNMIH (UN Mission in Haiti) - Haïti - Tot juni 1996
- 1993 UNAMIR (UN Assistance Mission for Rwanda) - Rwanda - Tot maart 1996
- 1994 UNASOG (UN Aouzou Strip Observer Group) - Libië/Tsjaad - Tot juni 1994
- 1994 UNMOT (UN Mission of Observers in Tajikistan) - Tadzjikistan - Tot mei 2000
- 1995 UNAVEM III (UN Angola Verification Mission III) - Angola - Tot juni 1997
- 1995 UNCRO (UN Confidence Restoration Operation in Croatia) - Kroatië - januari 1996
- 1995 UNPREDEP (UN Preventive Deployment Force) - Macedonië - Tot februari 1999
- 1995 UNMIBH (UN Mission in Bosnia and Herzegovina) - Bosnië en Herzoegovina - Tot 2002
- 1996 UNTAES (UN Transitional Administration for Eastern Slavonia, Baranja and Western Sirmium) - Oost-Slavonië, Baranja en West-Sirmium (Kroatië) - Tot januari 1998
- 1996 UNMOP (UN Mission of Observers in Prevlaka) - Prevlaka (Kroatië) - Tot december 2002
- 1996 UNSMIH (UN Support Mission in Haiti) - Haïti - juli 1997
- 1997 MINUGUAUN (Verification Mission in Guatemala) - Guatemala - Tot mei 1997
- 1997 MONUA (UN Observer Mission in Angola) - Angola - Tot februari 1999
- 1997 UNTMIH (UN Transition Mission in Haiti) - Haïti - Tot november 1997
- 1997 MIPONUH (UN Civilian Police Mission in Haiti) - Haïti - Tot maart 2000
- 1998 UNPSG (UN Civilian Police Support Group) - Oost-Slavonië, Baranja en West-Sirmium (Kroatië) - Tot oktober 1998
- 1998 MINURCA (UN Mission in the Central African Republic) - Centraal-Afrikaanse Republiek - Tot februari 2000
- 1998 UNOMSIL (UN Observer Mission in Sierra Leone) - Sierra Leone - Tot oktober 1999
- 1999 UNMIK (UN Interim Administration Mission in Kosovo) - Kosovo (Servië en Montenegro) - Actief
- 1999 UNAMSIL (UN Mission in Sierra Leone) - Sierra Leone - Tot 2005
- 1999 UNTAET (UN Transitional Administration in East Timor) - Oost-Timor - Tot mei 2002
- 1999 MONUC (UN Organization Mission in Democratic Republic of the Congo) - Democratische Republiek Congo - Tot juli 2010
- 2000 UNMEE (UN Mission in Ethiopia and Eritrea) - Ethiopië/Eritrea - Tot juli 2008
- 2002 UNMISET (United Nations Mission of Support in East Timor) - Oost-Timor - Tot 2005
- 2003 UNAMA (United Nations Assistance Mission in Afghanistan) - Afghanistan - Actief
- 2003 UNMIL (United Nations Mission in Liberia) - Liberia
- 2004 UNOCI (United Nations Operation in Côte d'Ivoire) - Ivoorkust
- 2004 MINUSTAH (United Nations Stabilization Mission in Haïti) - Haïti
- 2004 ONUB (United Nations Operations in Burundi) - Burundi - Tot december 2006
- 2005 UNMIS (United Nations Mission in the Sudan) - Soedan - Actief
- 2006 UNMIT (United Nations Integrated Mission in Timor-Leste) - Oost-Timor - Actief
- 2007 UNAMID (United Nations/African Union Mission in Darfur) - Soedan
- 2010 MONUSCO (United Nations Organization Stabilization Mission in the Democratic Republic of the Congo) - Congo - Actief
- 2013 MINUSMA (United Nations Multidimensional Integrated Stabilization Mission in Mali) - Mali - Tot 2023
- 2019 MINUJUSTH (United Nations Mission for Justice Support in Haiti) - Haïti

### NAVO-vredesoperaties
Sinds 1995 voert de NAVO actief vredesoperaties uit. Een lijst:
- 1995 IFOR (Implementation Force) - Bosnië - tot januari 1997.
- 1996 SFOR (Stabilization Force) - Bosnië - tot december 2004. Opgevolgd door EUFOR
- 1999 KFOR (Kosovo Force) - Kosovo - Actief
- 1999 AFOR (Albania Force) - Albanië - april - september 1999.
- 2001 TFF (Taskforce Fox) - Macedonië - tot december 2002.

## Europese Unie
- 2004 EUFOR - Kosovo - vanaf december 2004 - Actief
- EUPM
- EUMM (Georgië)
- EUMA (Armenië)
- EU BAM Rafah
- EUSEC FIN - Congo
- EUSEC - Congo
- EUCE - Italië